# Nagrobek Piotra Tarnowskiego
Nagrobek Piotra Tarnowskiego znajduje się w kaplicy św. Trójcy w bazylice katedralnej Wniebowzięcia Najświętszej Maryi Panny i św. Mikołaja w Łowiczu. Nagrobek powstał w latach 1603-1604 i był kilkakrotnie przebudowany pomiędzy siedemnastym a dziewiętnastym wiekiem. Autorem nagrobka jest Willem van den Blocke. 
Dzięki kompozycji silnie podkreślającej realistyczną postać człowieka oderwaną od dekoracyjnego tła, nagrobek Tarnowskiego zajmuje miejsce w rzeźbie sepulkralnej I ćwierci XVII wieku zarówno wśród koncepcji reprezentujących niderlandzką orientację, jak i nawiązujących do lokalnych tradycji polskiej plastyki renesansowej.

## Kaplica św. Trójcy
Kaplica została zbudowana z fundacji abp. Jana Tarnowskiego, jako mauzoleum Tarnowskich. Wzniesiono ją w latach 1609-1611 na miejscu wcześniejszej, wielobocznej kaplicy pochodzącej z pierwszej połowy szesnastego wieku. 
Do kaplicy prowadzi różnobarwny, arkadowy, kamienny portal ujęty przez kolumny i zwieńczony belkowaniem o przerywanym frontonie. Zdobią go dwa kartusze herbowe i figury alegoryczne. Portal pochodzi z pierwszej połowy siedemnastego wieku. Ta późnorenesansowa kaplica wybudowana jest na planie kwadratu i nakryta kopułą podzieloną na pola żebrami i zwieńczoną latarnią.
Wystrój kamieniarski jest autorstwa Samuela Świątkowicza, który jest też twórcą kamiennych posągów czterech ewangelistów. 
Wewnątrz kaplicy we wschodniej ścianie w ślepej arkadzie umieszczono wczesnobarokowy kamienny ołtarz. W jego retabulum znajduje się alabastrowa płaskorzeźba Opłakiwanie Chrystusa Ukrzyżowanego. W drugiej kondygnacji widoczna jest płaskorzeźba Chrystus Zmartwychwstały. Obie prace przypisuje się Wilhelmowi van den Blocke.
Późnoklasycystyczne figurki wieńczące ołtarz wykonał Michał Rais z Łowicza w 1863 r.

## Nagrobek
Przy ścianie zachodniej znajduje się nagrobek Piotra Tarnowskiego, chorążego łęczyckiego, ufundowany przez jego syna abp. Jana Tarnowskiego.
Nagrobek wykonany jest z czarnego, białego i czerwonobrunatnego marmuru w typie architektonicznym i ozdobiony jest figurami alegorycznymi.
Tło nagrobka łączy się integralnie z wysuniętym do przodu sarkofagiem, jedynie nowy cokół wyłamuje się z całości.
Zmarły leży na sarkofagu wysuniętym przed tło, które nawiązuje do epitafium Strobandów. Pełnoplastyczna postać rycerza jest bardzo bliska figurze Jana Strobanda nie tylko w układzie, w odchyleniu korpusu w kierunku widza, ułożeniu rąk i nóg, lecz także w szczegółach takich, jak zbroja, podstawka wolutowa pod poduszką i faktura. 
Twarz zmarłego nie wyraża piętna śmierci. Napięte mięśnie, ściągnięte brwi mówią o stanie skupienia psychicznego. Budowa głowy oparta jest na dokładnej znajomości anatomii. Włosy w krótkich, falistych puklach tworzących w tyle głowy mało zróżnicowaną powierzchnię mają analogie w innych dziełach rzeźbiarza. Nagrobek charakteryzuje precyzja wykonania wszystkich detali zbroi, łańcucha, szarfy, kołnierzyka, mankietów. 
Rzeźbiarz powściągliwie stosuje detale dekoracyjne. Wykorzystuje motywy takie, jak: pęki owoców, fryz z wolich oczu, kanelowane konsole z lwimi głowami.